# 이케다 동물원
이케다 동물원(池田動物園 이케다도부쓰엔[*])은 일본 오카야마현 오카야마시에 있는 동물원이다. 2022년 기준으로 동물수는 약 100종으로 약 450개체이다.